# 12

## Народились
- 31 серпня — Калігула, римський імператор з династії Юліїв-Клавдіїв.